# Teatr „Pinokio” w Łodzi
Teatr Pinokio w Łodzi – łódzki teatr dla dzieci, młodzieży i dorosłych, który rozpoczął działalność artystyczną w maju 1945. 1 stycznia 1950 otrzymał status Teatru Państwowego.
5 lipca 2012 zmieniono nazwę z Teatr Lalki i Aktora „Pinokio” w Łodzi na Teatr Pinokio w Łodzi.
Zasięg oddziaływania teatru wykracza poza województwo łódzkie. W repertuarze utrzymywane są przedstawienia dla widzów w każdym wieku: dzieci, młodzieży i dorosłych. Kreatywność teatru wyraża się poprzez różnorodne formy teatralne i rozmaite konwencje, od teatru plastycznego, widowisk poetyckich po przedstawienia o charakterze rozrywkowym. Podejmowane są szeroko rozumiane działania edukacyjne. Teatr „Pinokio” uczestniczy w festiwalach krajowych i zagranicznych otrzymując nagrody i wyróżnienia. Wielokrotnie występował za granicą, m.in. w Anglii, Austrii, Niemczech, Szwajcarii i Turcji. Teatr mieści się w budynku wykorzystywanym po II wojnie światowej przez Naczelną Dyrekcję Widowisk Rozrywkowych (tzw. Teatr Colosseum), w 1950 adoptowanym dla potrzeb teatru. Teatr posiada 2 sceny: dużą z 155 miejscami i małą z około 50 miejscami.

## Geneza nazwy
Początkowo od 1945 r. teatr znany był jako Teatr Kukiełek, niemniej wśród kręgu zainteresowanych funkcjonował pod nieoficjalną nazwą „Biedronki”. W 1949  roku rozpisano ankietę na nazwę teatru, którą przeprowadzono wśród dzieci. Okres ten zbiegł się z pierwszą rocznicą premiery sztuki „Pinokio” wyreżyserowanej przez Marię Janic, wg adaptacji Aleksandra Maliszewskiego. Spektakl spotkał się z entuzjastycznym przyjęciem wśród widzów, co wpłynęło na wyniki przeprowadzonego plebiscytu.

## Dyrektorzy teatru
- 1945–1946 Marian Gluth
- 1946–1956 Marta Janic
- 1957–1958 Henryk Ryl
- 1958–1962 Stanisław Byrski
- 1962–1976 Marta Janic
- 1976–1981 Jerzy Michalak
- 1981–1990 Wojciech Kobrzyński
- 1990–1993 Grzegorz Kwieciński
- 1993–2009 Waldemar Wilhelm
- 2009–2019 Konrad Dworakowski
- 2019–2020 Rafał Sabara[4]
- od 2021 – Gabriel Gietzky[5]

## Historia teatru
W 1945 Marta Janic wraz z prof. Marianem Gluthem zorganizowali w Centralnym Robotniczym Domu Kultury przy ul. Piotrkowskiej 243 Teatr Kukiełek. Premiera Bajowych bajeczek i świerszczowych skrzypeczek odbyła się 1 maja 1945 i dała początek działalności teatru, nieoficjalnie zwanego „Biedronki". Po pięciu latach pracy zespołu teatr został upaństwowiony i od 22 czerwca 1950 działał w nowej siedzibie przy ul. Kopernika 16, jako Państwowy Teatr Lalek „Pinokio”.
Kiedy dyrektorem teatru była Marta Janic, na afiszach najczęściej pojawiały się nazwiska takich kompozytorów jak: Tomasz Kiesewetter, Tadeusz Paciorkiewicz, Józef Pawłowski, Seweryn Berezowski, Stanisław Gesternkorn, Piotr Marczewski, Andrzej Hundziak. Od początku istnienia teatru Marta Janic współpracowała z entuzjastami lalkarstwa Wandą i Stanisławem Byrskimi. W „Pinokiu” oprócz Marty Janicowej, reżyserami byli także: Wanda Byrska (jako reżyser przygotowała 30 premier) i Janusz Galewicz (kierownik literacki). Scenografie w tym okresie tworzyli: Henri Poulain, Wacław Kondek, Wanda i Stanisław Byrscy, Tadeusz Hołówko, Adam Kilian, Ali Bunsch, Jerzy Nowosielski i wielu innych. Według Marka Waszkiela, teatr Janicowej był prawdziwie dziecięcy, rozśpiewany i baśniowy.
Odchodząc na emeryturę, Marta Janic pożegnała się z widzami wyreżyserowaną przez siebie 118 premierą Teatru Pinokio Za siedmioma górami Ewy Szelburg-Zarembiny, ze scenografią Henri Poulaina i muzyką Andrzeja Hundziaka (premiera odbyła się 29 sierpnia 1976). Raz jeszcze potem zasiadła przy stoliku reżysera, aby przygotować na własny i teatru jubileusz 40-lecia, premierę Zaklęty kaczor Marii Kann (scenografię przygotował Tadeusz Hołówko, muzykę Marek Jaszczak, premiera odbyła się 13 czerwca 1985).
W latach, kiedy Marta Janic nie pełniła funkcji dyrektora (w okresie od 1957 do 1958 dyrektorem był Henryk Ryl, natomiast od 1958 do 1962 Stanisław Byrski, który kilkakrotnie zatrudniał jako kompozytora Krzysztofa Pendereckiego), zajmowała się tylko reżyserią i sprawami administracyjnymi.
Piotrkowski Spółdzielczy Teatr Lalek „Sezam” powstał z inicjatywy plastyka i scenografa Henri Poulaina. Oficjalna premiera „Sezamu” odbyła się 22 lipca 1950, ale już 1 stycznia 1953 został on przyłączony do Państwowego Teatru Lalek „Pinokio” w Łodzi. Do przełomu 1958/1959 roku „Sezam” działał jako filia zajmująca się przedstawieniami objazdowymi (kierownikiem filii z siedzibą w Piotrkowie Trybunalskim była wówczas Marta Janic). Następnie został całkowicie „wchłonięty” przez Teatr Lalek „Pinokio".
W latach 1976–1981 dyrektorem „Pinokia” był Jerzy Michalak, który przejął tę funkcję z rąk Marty Janic. Pod jego kierownictwem przygotowano 17 premier, z czego w 8 uczestniczył jako twórca (reżyser, scenograf). W tym czasie nastąpiły duże zmiany: z 25-osobowego zespołu aktorskiego zostało 6 osób, pojawili się też nowi współpracownicy:
- reżyserzy: Jan Prochyra, Janusz Ryl-Krystianowski, Wiesław Hejno, Konrad Szachnowski, zaczęła też reżyserować Bogusława Rzymska (kierownik literacki w latach 1974–2002),
- scenografowie: Buba Tomala, Jerzy Kalina, Maria Kostrzewska, pozostał Tadeusz Hołówko,
- kompozytorzy: Antoni Mleczko i Krzysztof Szwajgier.

Jerzy Michalak nie stronił od tematów śmiałych, a nawet drastycznych; lubił swoimi realizacjami prowokować. Na nowo otwartej „Scenie dla Dorosłych” pojawiły się premiery dla dorosłych widzów: Dekameron Giovanniego Boccacia w adaptacji Henryka Cyganika, reżyserii Jerzego Michalaka, scenografii Andrzeja Włodarczyka i z muzyką Krzysztofa Szwajgiera (premiera 30 maja 1977) oraz Czarny kabaret Marcina Wolskiego i Andrzeja Zaorskiego (reżyseria Jerzy Michalik, lalki, maski i kostiumy – Jerzy Kalina, muzyka Piotr Walewski – premiera 29 czerwca 1970).
W 1981 obie sale teatru zostały zamknięte z powodu złego stanu technicznego, a na miejsce Michalaka zatrudniono Wojciecha Kobrzyńskiego. Teatr wynajmował wtedy scenę w Zakładowym Domu Kultury „Polteks” przy ul. Ogrodowej 18, natomiast salę prób, pracownie oraz część administracyjną umieszczono w budynku przy ul. Targowej 25.
Wojciech Kobrzyński polonista, aktor i reżyser, dyrektor „Pinokia” w latach 1981–1989 preferował teatr dobrej literatury, ambitny, kształtujący gust odbiorców. Z 29 premier Kobrzyński sam wyreżyserował 10. Oprócz niego przedstawienia w tamtym okresie reżyserowali: Włodzimierz Fełenczak, Joanna Łupinowicz oraz Katarzyna Więckowska (aktorka), Bogusława Rzymska i inni. Scenografię przygotowywali: Maria Kostrzewska, Tadeusz Hołówko, Zygmunt Smandzik, Andrzej Czyczyło, Jan Zieliński, Mikołaj Malesza i Janina Kamińska (kierownik pracowni plastycznej). Muzykę komponowali: Stanisław Nakielski, Krzysztof  Szwajgier, Krzysztof Dzierma. Najgłośniejszą realizacją tego okresu byli imponujący rozmachem realizacji Krakowiacy i górale Wojciecha Bogusławskiego z muzyką Jana Stefaniego w reżyserii Wojciecha Kobrzyńskiego i ze scenografią Ali Bunscha (ze względu na śmierć Bunscha pracę kończyła Ewa Przesmycka), choreografią Janiny Niesobskiej i Kazimierza Knola. Premiera spektaklu miała miejsce 23 marca 1985.
Na „Scenie dla Dorosłych” Wojciech Kobrzyński jako reżyser przygotował Pannę Tutli Putli Witkacego (scenografia Tadeusz Hołówko, muzyka Marek Jaszczak – premiera 19 września 1982) i Czarującą Szewcową według Lorci (reżyseria Włodzimierz Fełenczak, scenografia Andrzej Szulc, muzyka Mieczysław Mazurek – premiera 30 czerwca 1986).
Trzyletnia dyrekcja Grzegorza Kwiecińskiego (1990–1993), założyciela i twórcy Teatru Ognia i Papieru, charakteryzuje się eksperymentami i szukaniem drogi do widza współczesnego. Z 11 premier z tego okresu 3 wyreżyserował Grzegorz Kwieciński. Poza nim reżyserami w tamtym okresie byli: Joanna Łupinowicz, Krzysztof Zygma, Stanisław Ochmański. Scenografie projektowali: Andrzej Czyczyło, Rajmund Strzelecki, Urszula Kubicz–Fik, Janina Kamińska i Jan Zieliński. Pod koniec kadencji Grzegorza Kwiecińskiego „Pinokio” powrócił do wyremontowanej siedziby przy ul. Kopernika 16. Od początku lat pięćdziesiątych niemal do końca kadencji Grzegorza Kwiecińskiego teatr realizował systematyczną akcję objazdową, która całkiem zanikła w trakcie trwania, drugiej co długości w „Pinokiu", dyrekcji pełnionej przez prof. Waldemara Wilhelma. Za jego kadencji udoskonalono warunki techniczne oświetlenia oraz nagłośnienia sali. Wymagania stawiane aktorom zwiększyły się. Wyrazem tych zmian jest nowa nazwa teatru – Teatr Lalki i Aktora „Pinokio". Dyrektor Wilhelm dbał o różnorodność form, tematów i konwencji. W repertuarze były przedstawienia żywoplanowe, grane również w maskach lub łączone z animacją lalki.
Od 2009 do 2019 funkcję dyrektora naczelnego i artystycznego pełnił Konrad Dworakowski. W 2020 na stanowisko dyrektora został powołany Rafał Sabara. Od stycznia 2021 roku funkcję dyrektora pełni Gabriel Gietzky.
65 lat pracy artystycznej zespołu Teatru Lalki i Aktora „Pinokio” to 216 premier, które obejrzało ponad 8 000 000 widzów.
W 2023 teatr zmienił siedzibę, która znajduje się przy ul. Sienkiewicza 75/77 w zrewitalizowanym gmachu dawnej fabryki „Wigencja”. Pierwszy spektakl w nowej siedzibie został zagrany 2 kwietnia 2023 roku. Oficjalne wydarzenia otwarcia zaplanowano na przełom września i października.

## Zespół artystyczny
- Dyrektor: dr Gabriel Gietzky
- Zastępca Dyrektora ds. administracyjnych: dr Patrycja Terciak-Wilk
- Kierownik artystyczny: Anna Woźniak-Płacek
- Aktorzy: Łukasz Batko, Łukasz Bzura, Krzysztof Ciesielski, Małgorzata Krawczenko, Żaneta Małkowska, Hanna Matusiak, Piotr Osak, Piotr Pasek, Anna Sztuder-Mieszek, Filip Wawrecki, Natalia Wieciech, Ewa Wróblewska, Jagoda Zimała[8]